# Крымский мост (Москва)
Кры́мский мост — висячий мост через Москву-реку, расположен на трассе Садового кольца, соединяет Зубовский бульвар с улицей Крымский Вал. Построен в 1938 году в рамках Генерального плана реконструкции Москвы 1935 года по проекту архитектора Александра Власова и инженера Бориса Петровича Константинова. Существует несколько версий происхождения названия моста: по соединяемым им Крымской площади и улице Крымский Вал; по названию древнего Крымского брода; по находившемуся в XVI веке неподалёку от него двору крымского хана. В 2007 году Правительство Москвы включило мост в реестр охраняемых объектов культурного наследия столицы.

## История

### Предшествующие мосты

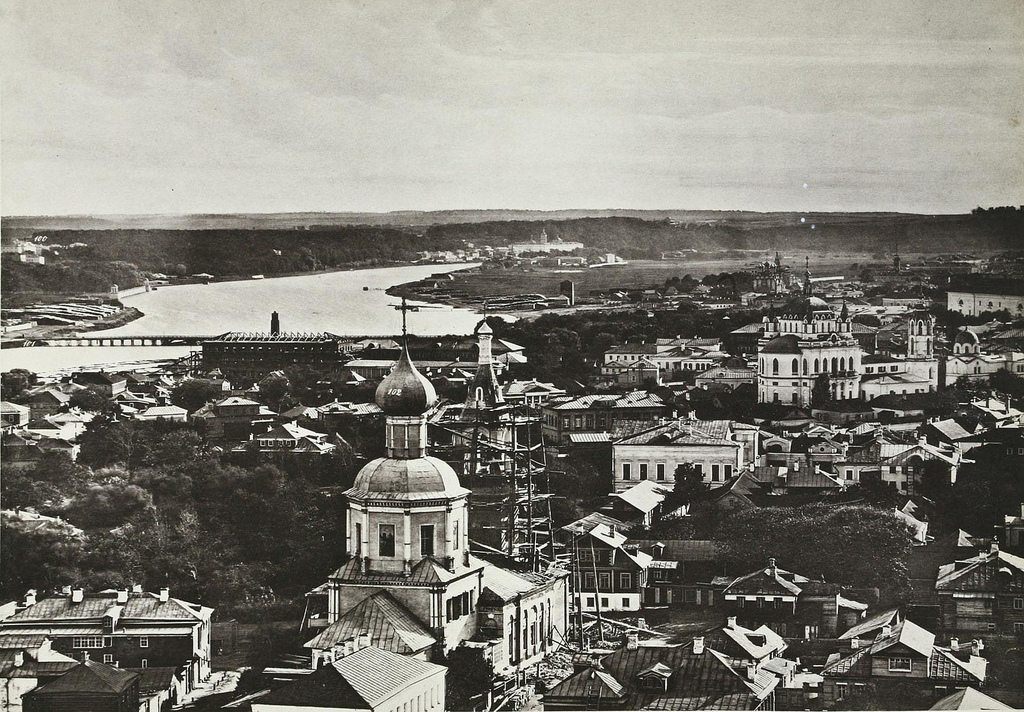
Крымский брод, 1867

С давних времён на месте современного Крымского моста существовал брод через Москву-реку. Этот путь назывался Крымским, так как использовался для переправы крымскими татарами при набегах на Москву. Название закрепилось в XVI—XVII веках по близлежащему двору, на котором останавливались послы, гонцы и торговцы из Крымского ханства. По сведениям москвоведа О. Иванова, название «Крымский брод» впервые встречается в «Записной книге Тайного приказа» за 1673 год. Но ещё раньше москворецкое мелководье сыграло немалую роль в военных событиях Смутного времени. В августе 1612 года войско гетмана Ходкевича попыталось деблокировать польско-литовский гарнизон, осаждённый в Кремле и Китай-городе ополченцами Минина и Пожарского и казаками Трубецкого. В ходе сражения 22 августа русская конница ударила от Крымского двора через брод во фланг неприятелю, штурмовавшему Чертольские ворота Скородома. Когда 24 августа Ходкевич повторил наступление уже через Замоскворечье, Козьма Минин с тремя конными сотнями перешёл реку на помощь казакам. Смяв две польские роты у Крымского двора, он довершил общий разгром противника. Победа в том сражении предопределила скорое освобождение Москвы[уточнить].

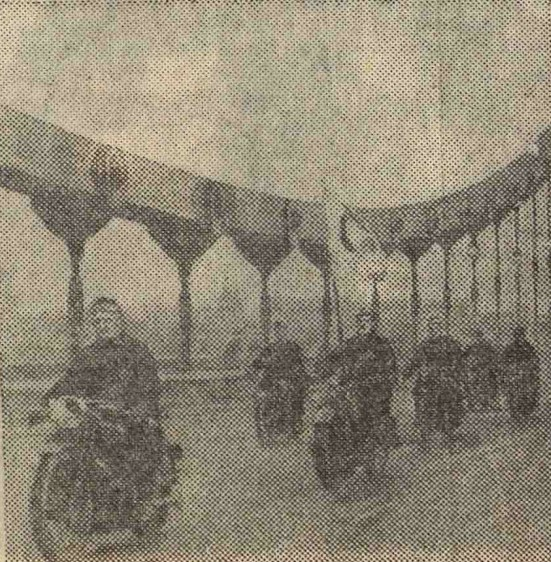
Участники мотопробега в честь выборов в Верховный Совет РСФСР проезжают по Крымскому мосту. 17 июня 1938 года

В XVI веке в этой части реки возник Крымский перевоз, который работал на коммерческой основе и просуществовал до 1836 года. Во время строительства Водоотводного канала в 1783—1786 годах вблизи «стрелки» была устроена земляная плотина, уровень воды Москвы-реки у Крымского брода поднялся, появилась необходимость в постройке моста. В 1789 году на месте брода был возведён Никольский, или Николаевский наплавной мост — по имени соседней церкви святого Николая Чудотворца в Хамовниках. Он представлял собой ряд плотов, связанных пеньковыми верёвками. Эти плоты состояли из 8,5-метровых сосновых брёвен с настилом из струганных досок и закреплялись на 39 вбитых в дно сваях, был ограждён жердевыми крашеными перилами. Мост наводили каждую весну после схода воды. В начале XIX века вместо наплавного был установлен постоянный деревянный мост на сваях, который получил название Крымский. Он имел судоходный проход подкосной системы длиной около 15 метров. Проект разработал архитектор Антон Герард. Однако из-за ежегодных паводков мост нуждался в постоянном ремонте, и в 1873 году его заменили.
|  | Направо голубеет Крымский мост, железный, сквозной, будто из лесенок. Я знаю, что прибиты на нём большие цифры — когда въезжаешь в него, то видно: 1873 год — год моего рождения.Из воспоминаний Ивана Шмелёва |

Проект металлического моста разработали инженеры Аманд Струве и Владимир Константинович Шпейер. Мост имел два пролёта длиной по 64 метра, а его общий вес составлял около 4 тысяч тонн. Металлическое неразрезное пролётное строение было выполнено с ездовыми элементами внутри многорешётчатых ферм. Этот Крымский мост выглядел изнутри как своеобразный железный коридор с ажурными стенами, въезды на него были украшены псевдоготическими башенками, соединёнными несущими арками. За характерный вид мост получил от москвичей прозвище «мышеловка». Проезжая часть моста имела ширину 17 метров, на ней умещались две полосы движения и разделяющие их трамвайные пути, проложенные на рубеже XIX—XX веков. Тротуары для пешеходов были вынесены на консоли по сторонам ферм.

### Советское строительство

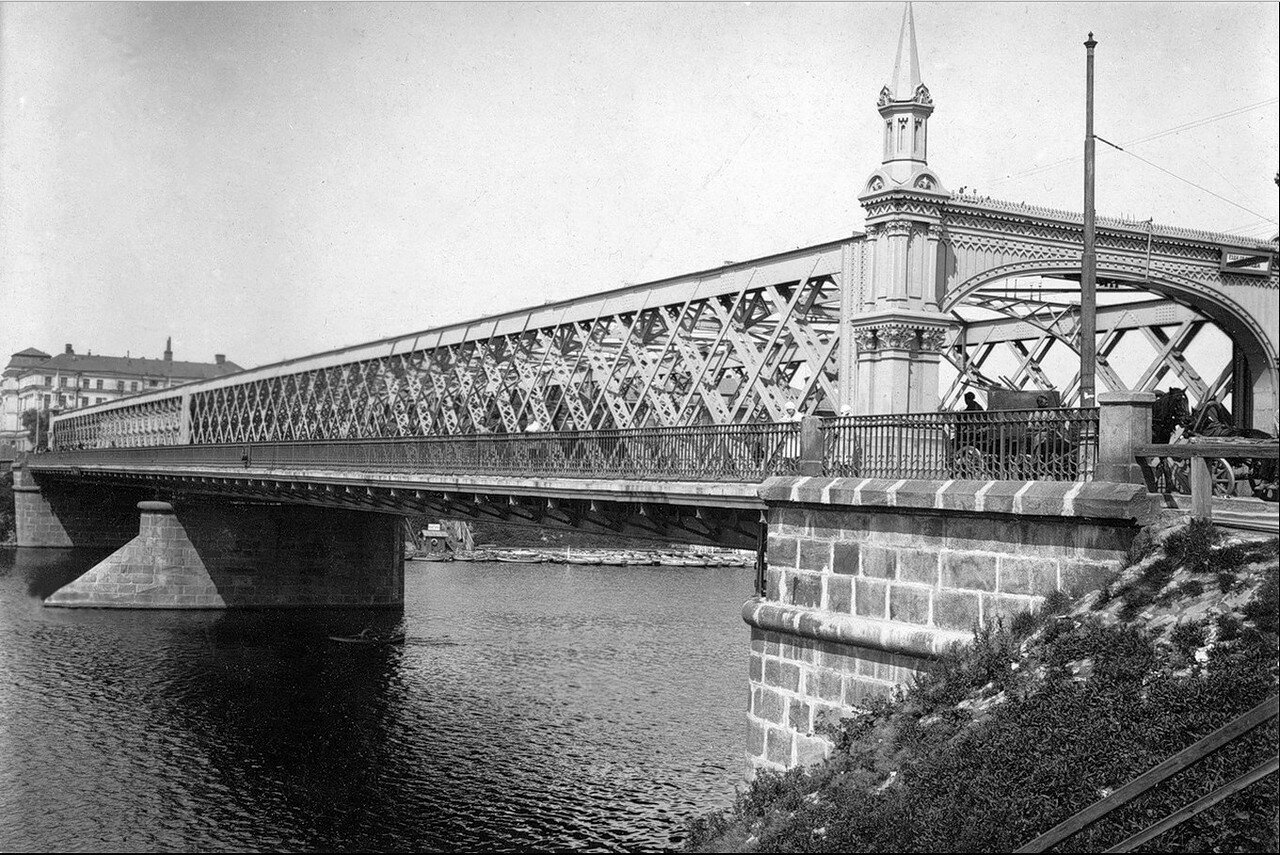
Старый Крымский мост (вид от парка). Примерно 1920-е гг.

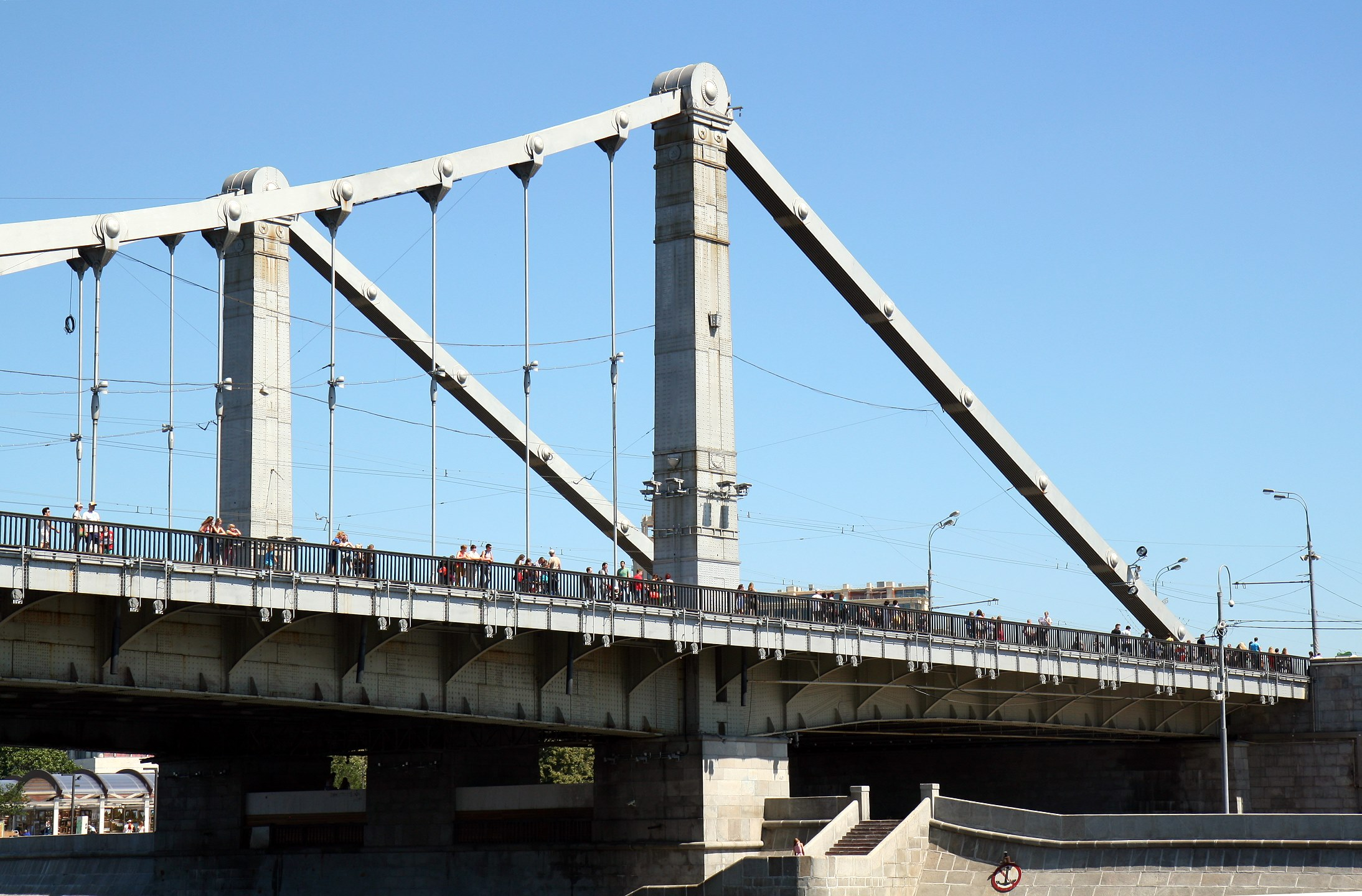
Современный Крымский мост (вид с юго-запада). 2014

В июне 1920 года был объявлен Всероссийский конкурс на создание проектов трёх новых мостов через Москву-реку: Большого Каменного, Большого Краснохолмского и Крымского. В жюри конкурса вошли известные учёные-механики и мостовики Павел Велихов и Евгений Патон, а также художник Аполлинарий Васнецов. Проекты мостов разрабатывали ведущие архитекторы того времени, однако конкурс не был успешным. К осуществлению был рекомендован лишь один проект Крымского моста, выполненный Николаем Стрелецким, который так и не был реализован.
К идее возведения нового Крымского моста вернулись в начале 1930-х годов во время разработки Генерального плана реконструкции Москвы. В 1935 году был проведён конкурс на четыре новых моста через Москву-реку. Проекты Крымского моста представили два коллектива архитекторов под руководством Виктора Кокорина и Александра Власова. Обе группы пользовались консультациями Николая Стрелецкого, который рекомендовал возвести мост с подвесной конструкцией. Жюри отдало предпочтение коллективу Власова. Архитектор изменил первоначальный проект: вместо крепления моста на массивных арках он выбрал столбы-обелиски, такой вариант предлагал коллектив Кокорина. Инженерный проект моста выполнил ученик Стрелецкого Борис Петрович Константинов.
В мае 1936 году существовавший мост передвинули на 50 метров вниз по течению, используя эстакады, и поставили на деревянные опоры, оставив в эксплуатации. Для восстановления движения трамваев по нему были за несколько дней проложены временные подъездные пути. На старом месте начали строить новый цепной мост, при строительстве использовались большие краны «Верлей» американской фирмы «Industrial Brownhoist». Новый мост открыли весной 1938 года. После этого старый мост отбуксировали в Заозерье. Изначально на новом широком мосту был запущен троллейбус и были оставлены трамвайные пути, их разобрали только в 1957 году. Конструкции моста изготавливались на заводах НКМЗ в Краматорске, а цепи и пешеходная часть были выполнены СКМЗ.

## Современность
В 2001 году мост был реконструирован, при этом движение по нему не останавливалось: на время работ проезжую часть перекрывали поочерёдно. В ходе ремонта заменили покрытие тротуаров и проезжей части, 5,5 тысяч м² гранитной облицовки, сборные плиты дорожного покрытия поменяли на монолит. Также обновили гидроизоляцию и провели антикоррозийную обработку металлических конструкций.
В 2012 году мост вновь реконструировали: заменили мостовое покрытие и деформационные швы. Капитальный ремонт начался через три года. Проект предусматривал демонтаж и замену внутренних стен, перегородок и полов подмостовых пространств. Планировалось гидроизолировать ростверки опор моста, обеспечить огнезащиту пролётных строений и водоотвод от деформационных швов пролётного строения, отремонтировать несущие конструкции: штукатурка огнестойким составом и покраска. По состоянию на январь 2018 года, ремонт не завершён.

## Конструкция

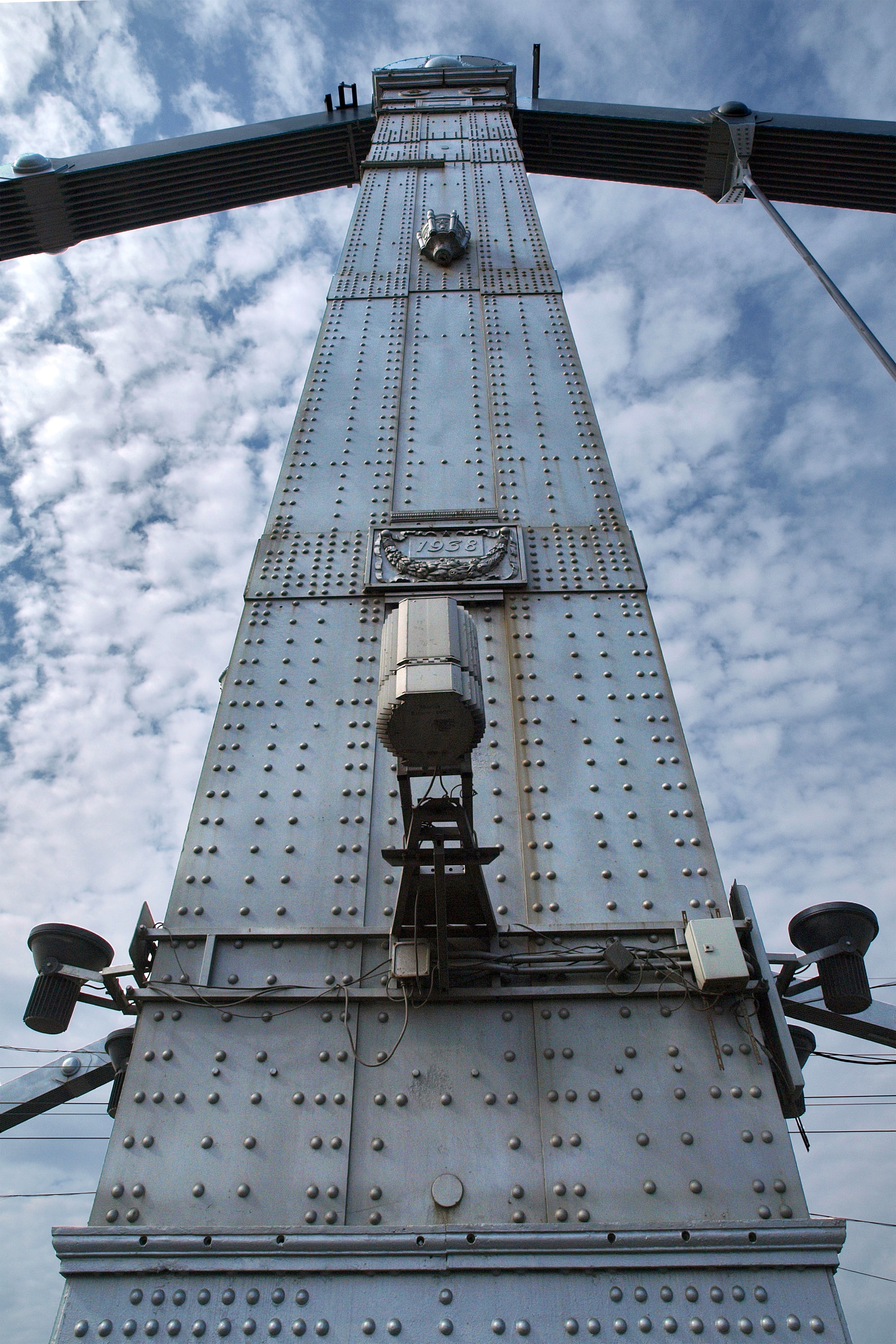
Пилон Крымского моста, 2009

Общая длина мостового перехода — 668 метров, из них на долю непосредственно моста приходится 262,5 метра. Ширина составляет 38,4 метра, из которых проезжая часть — 24,5 метра, балки жёсткости — 3,9 метра, два тротуара — по пять метров. Мост состоит из трёх пролётов: средняя часть перекрывает Москву-реку, а два береговых пролёта служат для проезда транспорта вдоль набережных. Крымский мост является единственным висячим мостом через Москву-реку.
Конструкция моста представляет собой две пары пилонов высотой 27 метров, подвешенных на цепях длиной 297 метров, закреплённых на балках жёсткости. Материал цепей — сталь типа «ДС» («Дворец Советов»), которая немного прочнее обычной для строительства стали маркировки 5. Цепь сделана из поставленных на ребро пластинчатых элементов толщиной четыре сантиметра и высотой 0,93 метра. При этом пилоны не соединены между собой по верху. Такой тип конструкции оригинален и встречается редко в мировой практике. Концы балок жёсткости утяжелены специальными ёмкостями с бетоном, которые помещены в грунт. На балках укреплены поперечные элементы двутаврового сечения, а по ним расположены прокатные двутавры высотой 50 и 45 сантиметров с расстоянием между ними 1,6 метра. Сечения балок жёсткости — коробчатые с высотой 3,5 метра в середине пролёта и 5,8 — на опорах.
|  | Когда иду я через Крымский мост — Стальные фермы — балки вперехлёст — Заклёпки в два ряда — стальные шляпки — Весь в солнце — над рекою — в пустоте Теряя чешую монетки перья тряпки Завидую высокой простотеИз сонета «Мост» Генриха Сапгира |

Стальные элементы моста были изготовлены на Новокраматорском машиностроительном заводе в Донецкой области. Опоры под пилонами сделаны на кессонных основаниях. На строительство моста потребовалось около десяти тысяч тонн металла, или примерно одна тонна на квадратный метр поверхности. Крымский мост — единственный мост в мире с таким удельным весом стали. 

## Галерея

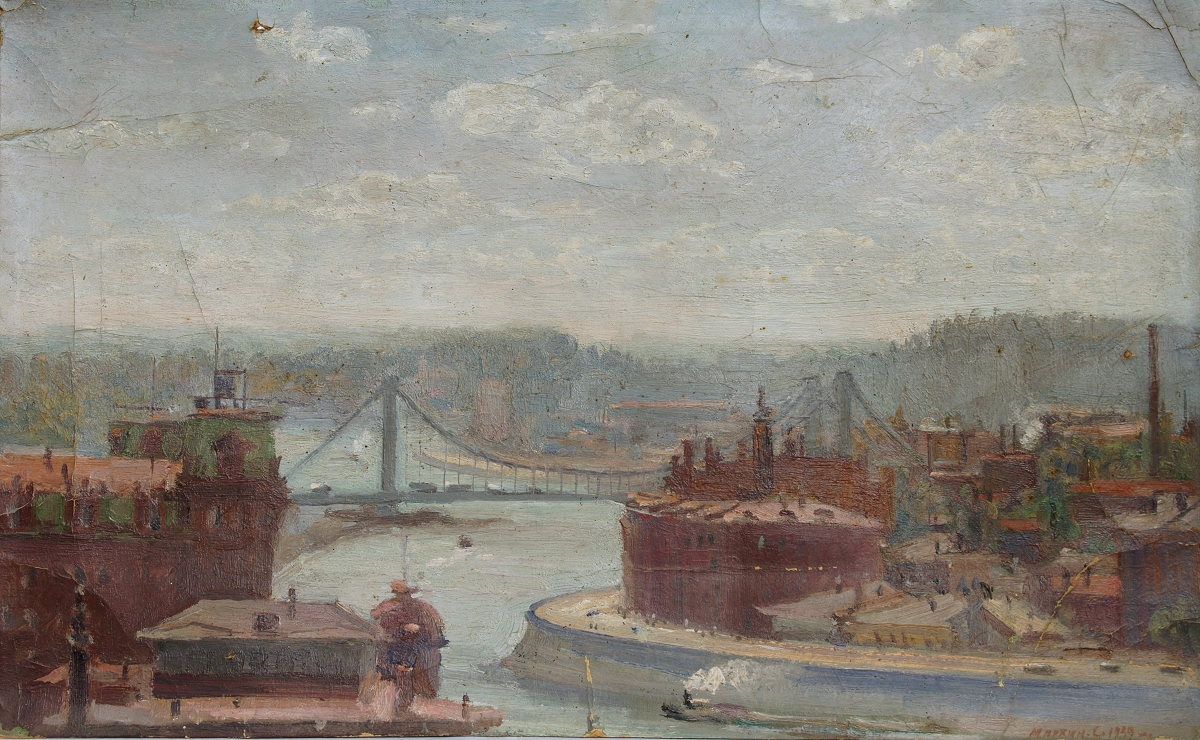
1939
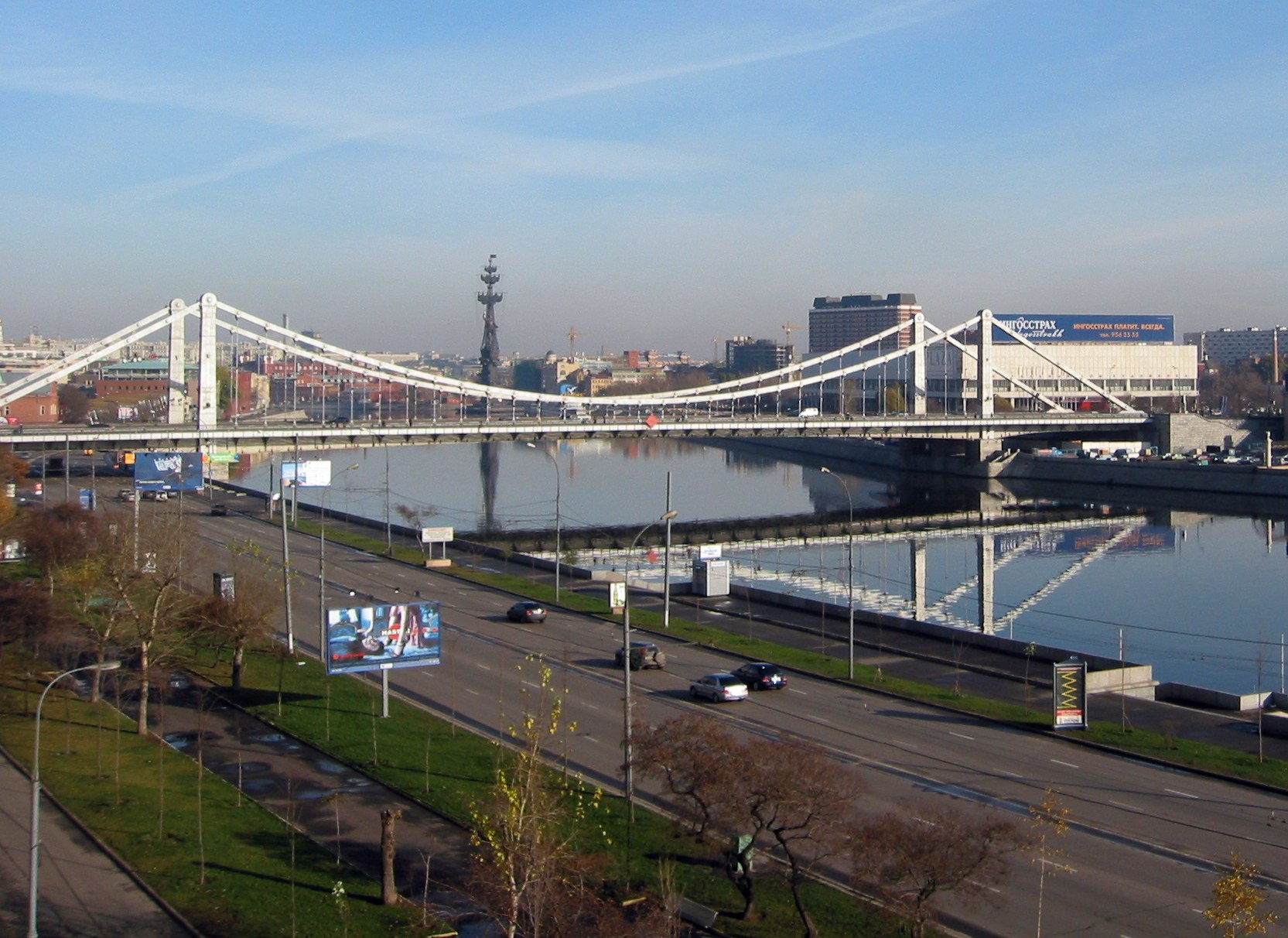
2004
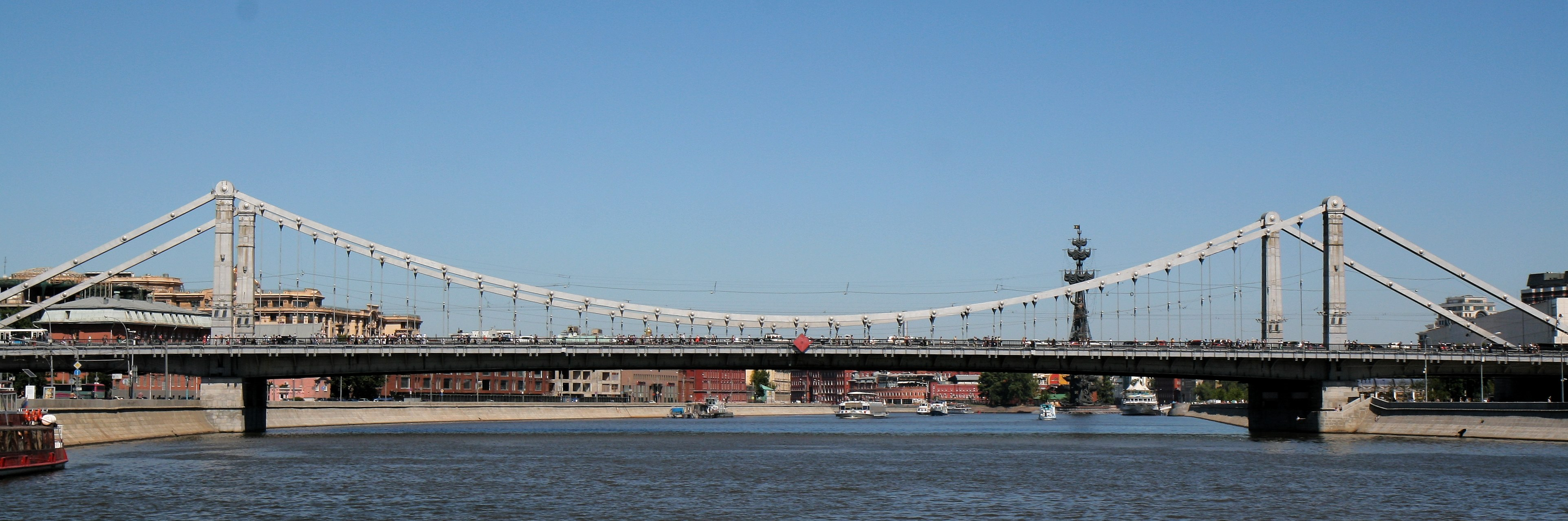
С реки, 2014
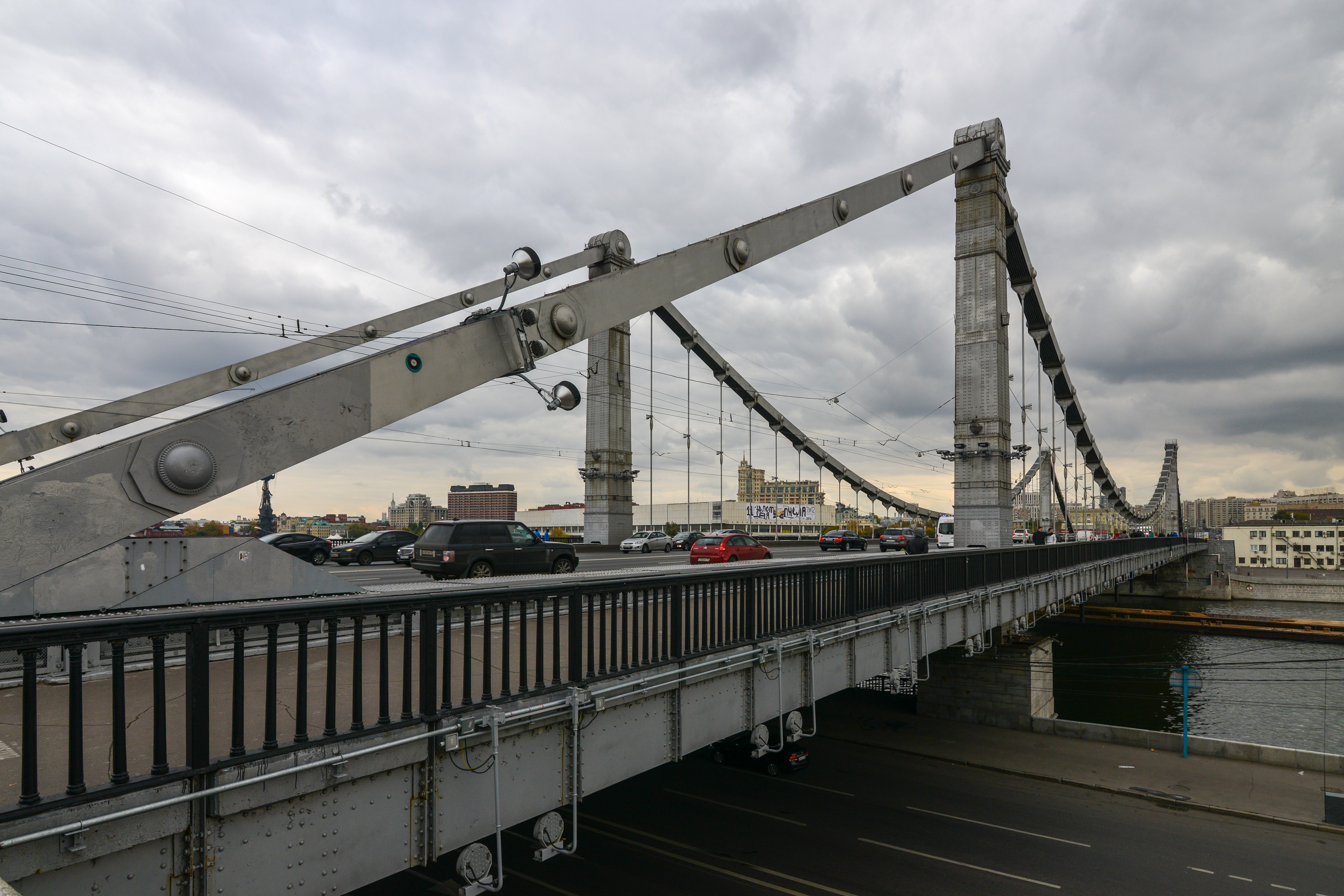
Опоры, 2014
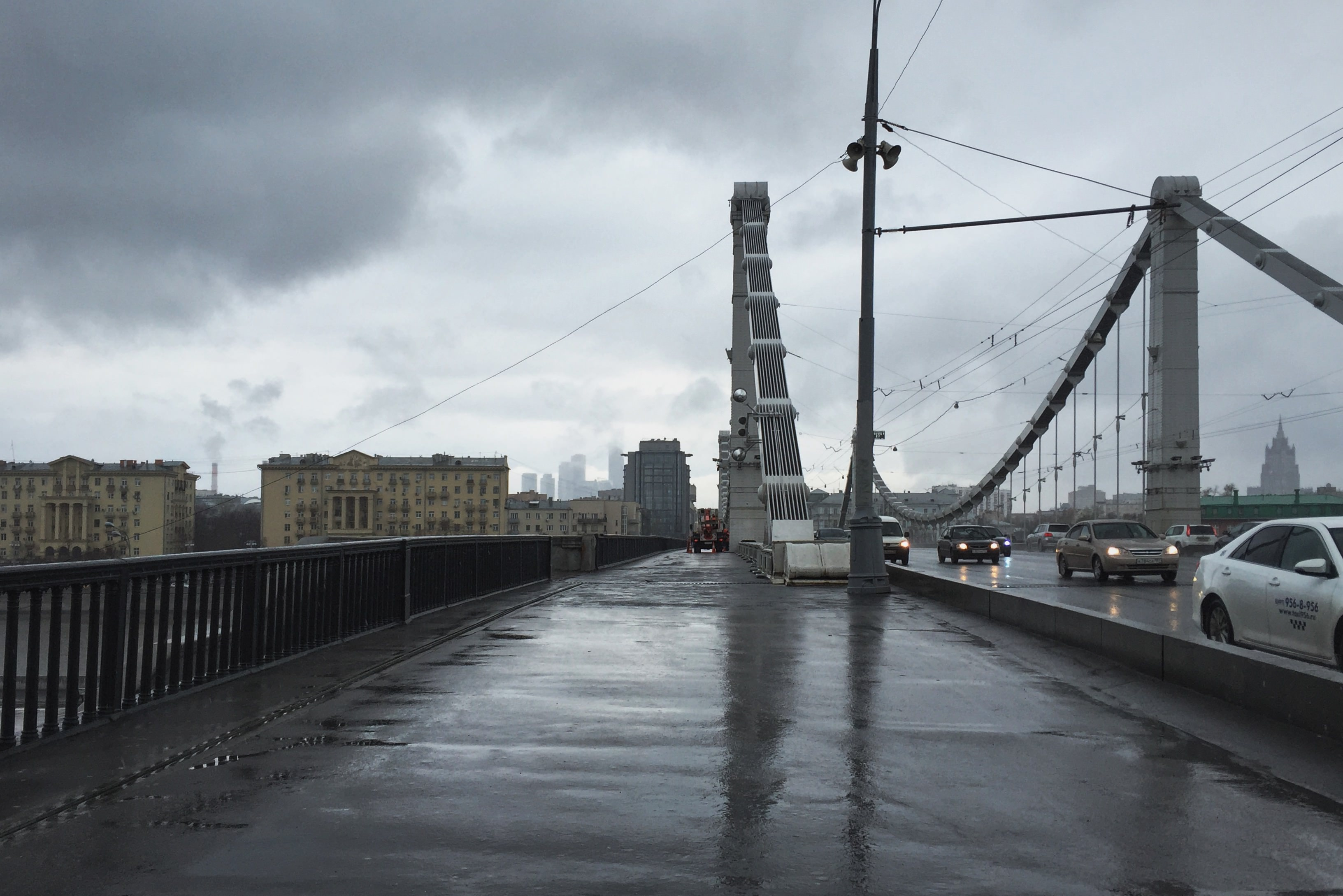
От парка, 2016
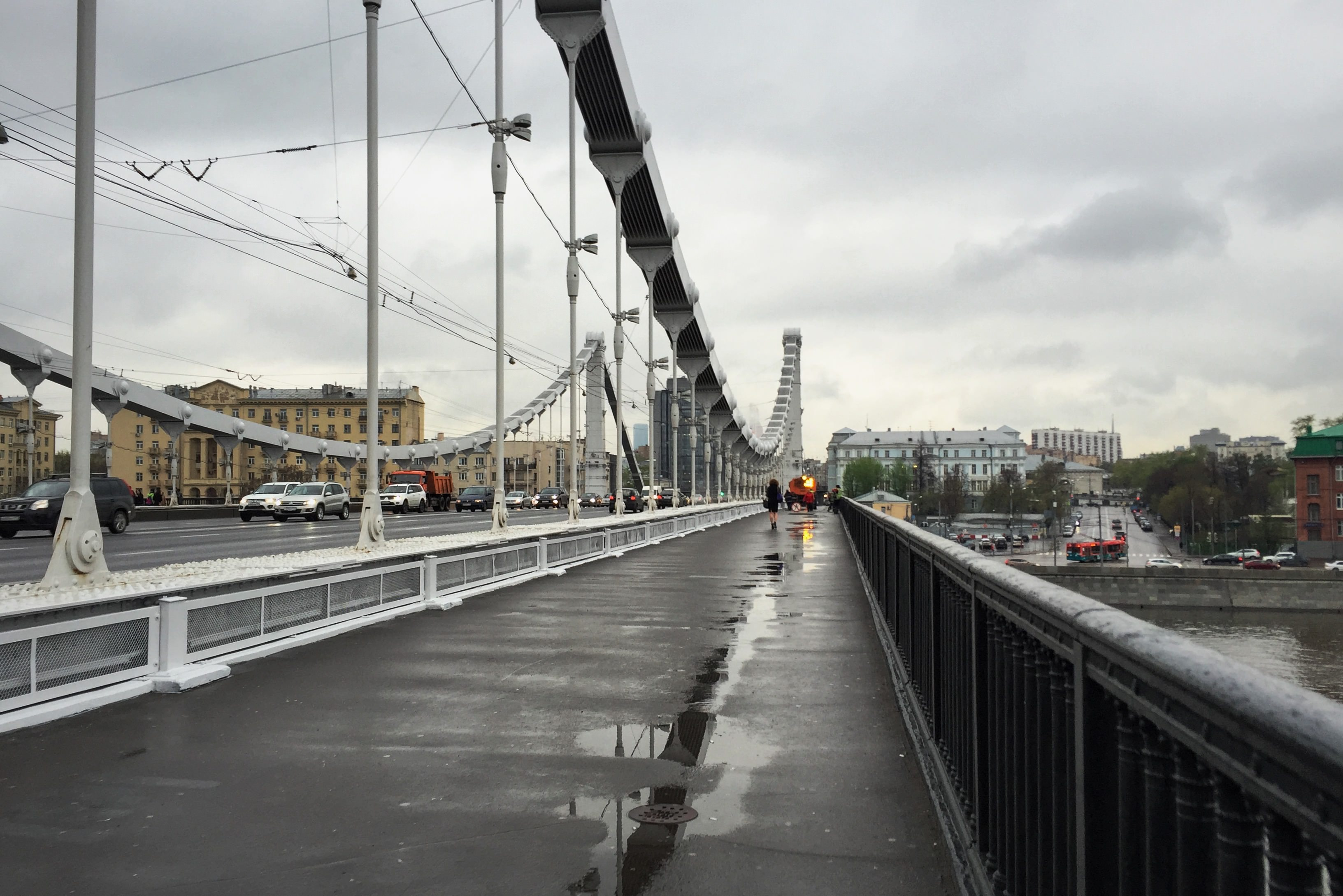
От парка, 2016
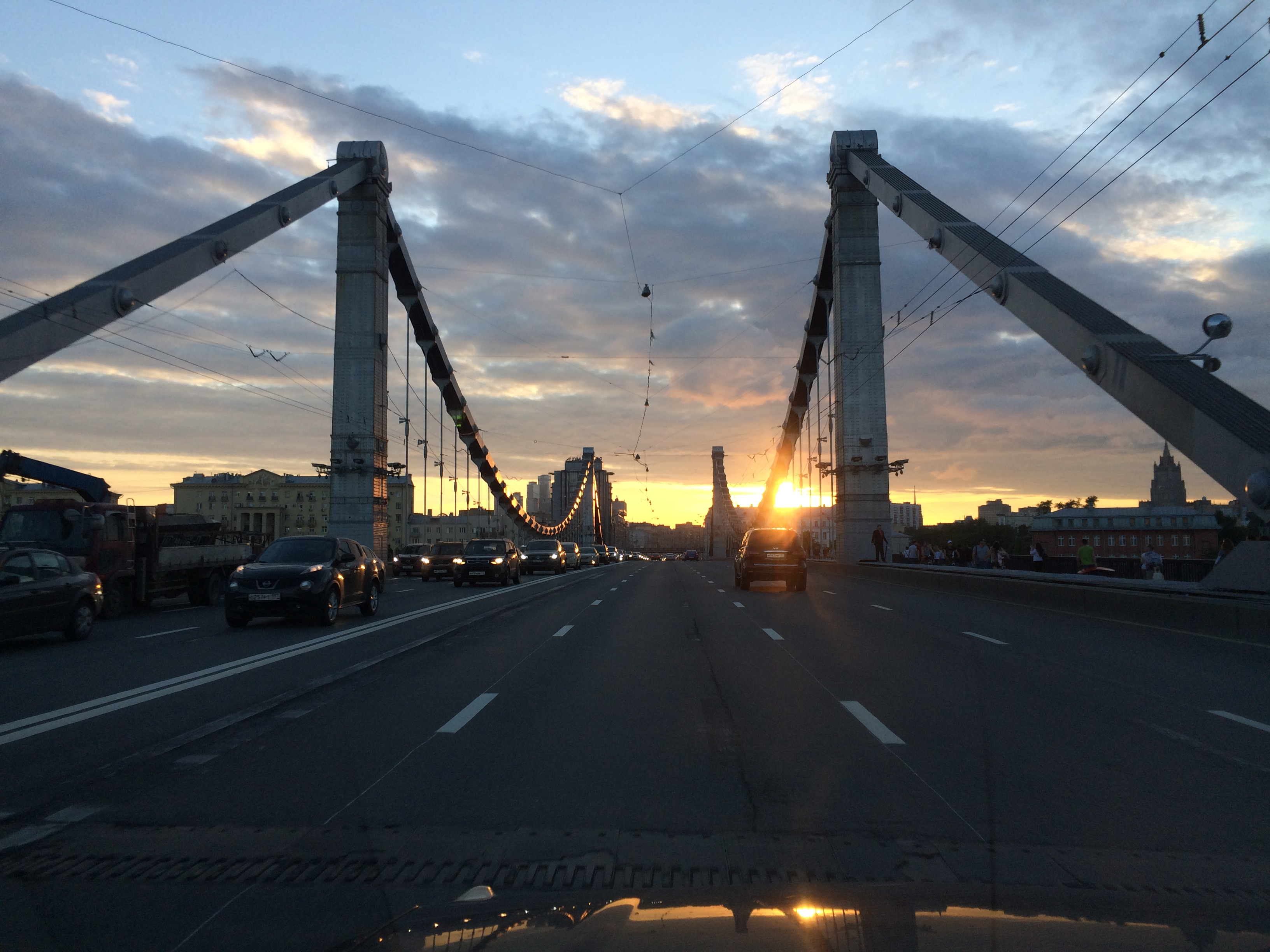
2015
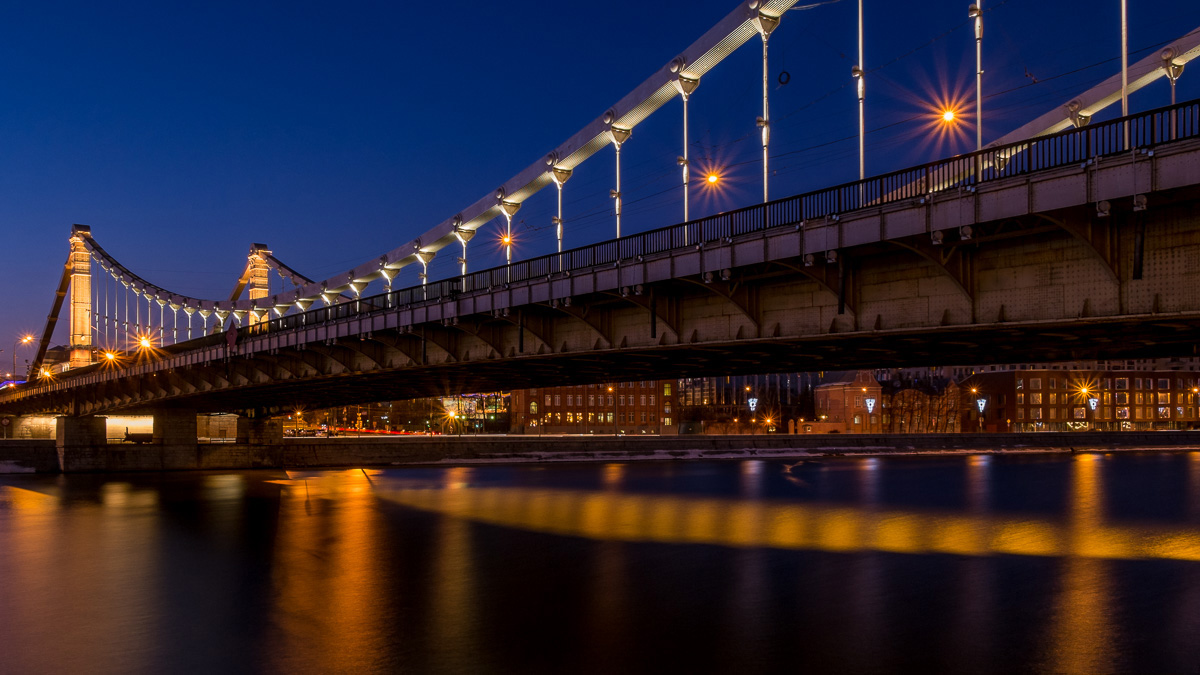
Вечером, 2015
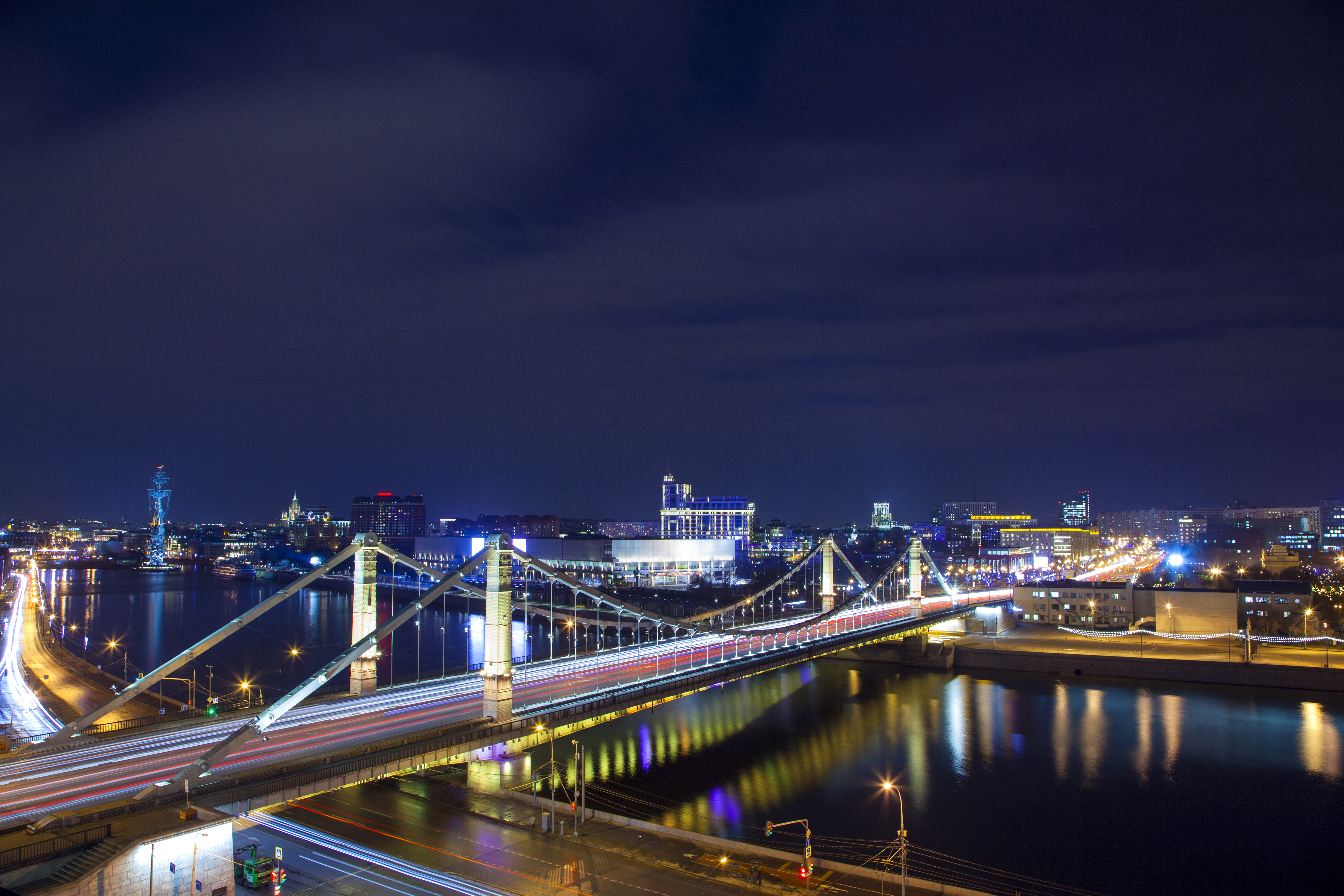
Ночью, 2015
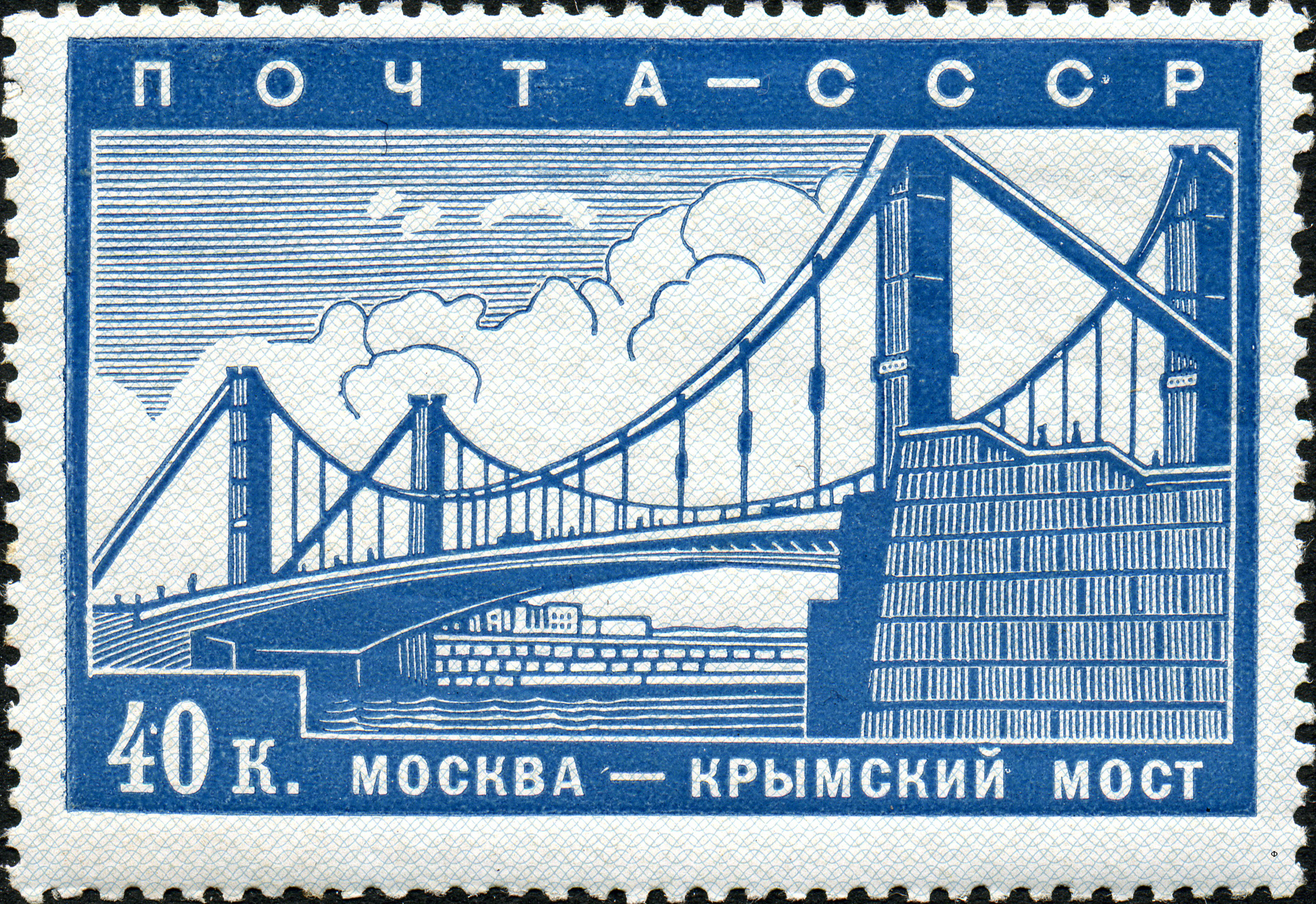
Почтовая марка СССР 1939 год
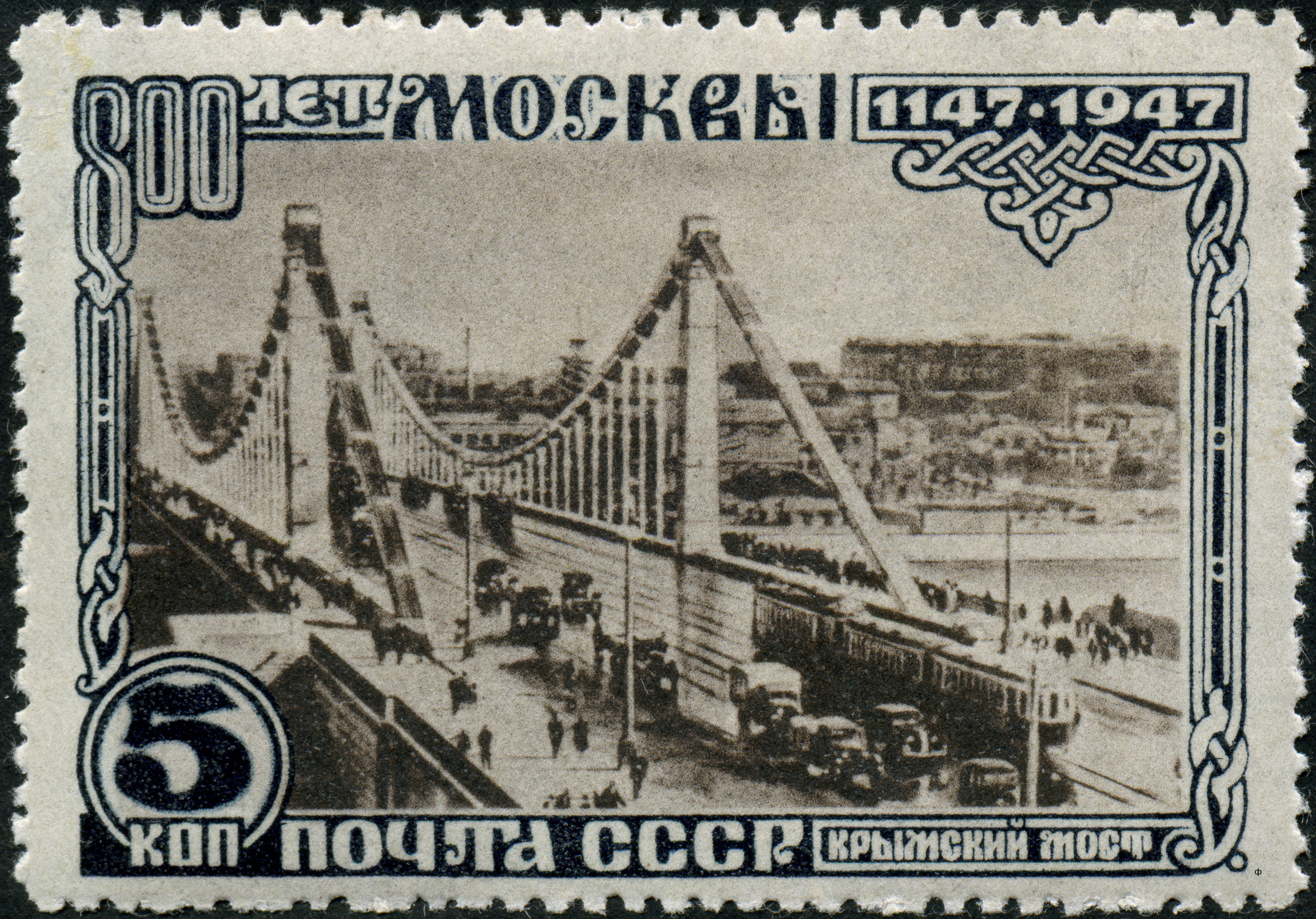
Почтовая марка, 1948 год